# Polityka III Rzeszy wobec własności ziemskiej na terenie powiatu starachowickiego
Polityka rolna III Rzeszy na terenach okupowanej Polski, w tym dystryktu radomskiego Generalnego Gubernatorstwa, rozpoczęła się od momentu przekazania władzy wojskowej administracji cywilnej, jaka wytworzyła się na terenach Generalnego Gubernatorstwa. 15 września 1939 roku szefem wyższego zarządu cywilnego okupowanych ziem polskich przy naczelnym dowództwie Wehrmachtu Ober-Ost został Hans Frank.
Wszystkie gospodarstwa chłopskie objęto systemem kontyngentów, polegającym na przymusowym wykupie po cenach znacznie niższych niż obowiązujące na wolnym rynku, większość produktów spożywczych uzyskanych ze zbiorów. Kontyngenty miały na celu wydobycie ze wsi wszelkich nadwyżek rolnych, które z kolei wywożone były do Niemiec. Kontyngenty nałożone na chłopów były już na początku okupacji. W pierwszym roku obciążenia chłopów nie były imienne, kwoty kontyngentów były wyznaczone na poszczególne wsie. W następnych latach rolnicy otrzymywali imienne nakazy kontyngentów.
Aparat okupanta niemieckiego zaczął ponadto realizować w Generalnym Gubernatorstwie planową politykę rolną skierowaną na zaspokojenie rosnących potrzeb aprowizacyjnych wojsk niemieckich.
Polityka okupanta, jak i późniejsze wykonanie założeń tej polityki sprowadzała się do kilku istotnych działań z których najważniejsze były
Okupant zajął tereny II Rzeczypospolitej w oparciu o przygotowany wcześniej zapewne długoletni wywiad gospodarczy, mając rozeznanie co do wielkości majątków w poszczególnych dystryktach, osób właścicieli majątków ziemskich, struktur administracyjnych kraju okupowanego.
W latach 1939 do drugiej połowy 1940 rękami i za pieniądze właścicieli ziemskich odbudował i dokapitalizował w systemie niskoprocentowych pożyczek dla wielkoobszarowych gospodarstw rolnych.
Stworzył hierarchiczny i dokładny system nadzoru i kontroli gospodarki rolnej. Stworzona struktura miała poprzez sterowany system kontyngentów dostarczać wysokiej jakości produkty rolne dla potrzeb III Rzeszy.
Zbudował zorganizowany system nadzoru i represji oparty o granatową policję, policję niemiecką i żandarmerię SS. Latem 1943 r., w okresie szczytowym terroru w dystrykcie radomskim, do walki z partyzantką i w celu ochrony akcji kontyngentowej użyte zostały formacje SS z okupowanych krajów Europy Zachodniej.
Stosował preferencje dla gospodarstw wielkoobszarowych – te z przełomu 1943/44 były dla okupanta stymulatorem produkcji i dostaw były dokapitalizowane, posiadając dobrą infrastrukturę techniczną z rozbudowanym zapleczem około rolniczym, w tym stanie przetrwały do 22 lipca 1944.

## Założenia polityki okupanta
Polityka okupanta wobec sfer ziemiańskich w powiecie starachowickim to element szerszych poczynań administracji niemieckiej wobec rolnictwa polskiego na obszarze Generalnego Gubernatorstwa. W tym też kontekście należy rozpatrywać wszelkie niemieckie działania podejmowane na terenie powiatu. Rolnictwo z racji uznania go za istotny czynnik aprowizacyjny na III Rzeszy, w okresie okupacji miało zostać i w dużej mierze było poddane intensyfikacji produkcji. Jej podstawą była przede wszystkim wielka własność ziemska oraz gospodarstwa wielkochłopskie.
W dłuższej perspektywie struktura polskiego rolnictwa miała zostać gruntowanie przebudowana, i nie opierać się na drobnej własności (Bodenordnung).
W kontekście podniesienia intensyfikacji zamierzano dokonać zmian strukturalnych, tj. zaprzestanie parcelacji (incydentalnie deparcelacja), komasację gospodarstw karłowatych, podjęcie na szeroką skalę prac melioracyjnych, rozwój oświaty rolniczej, wprowadzanie wydajniejszych metod uprawy roli oraz zmian w strukturze użytków rolnych oraz upraw w gospodarstwach (m.in. na korzyść zwiększenia areału zasiewów roślin oleistych i okopowych).
Ze względu na zacofanie polskiego rolnictwa zakładano większą mechanizację procesu uprawy poprzez nasycenie gospodarstw nowoczesnymi narzędziami i maszynami rolniczymi, wzmożenie chemizacji oraz stosowanie w produkcji wydajnych odmian roślin i zwierząt.
Zakładano też rozmaite udogodnienia eksploatacyjne (np. darmowa siła robocza w okresie nasilonych prac polowych) i regres podatkowy w stosunku do własności ziemiańskiej oraz preferencyjne kredytowanie. Zabiegi te obliczone były na wzmocnienie ekonomiczne przede wszystkim wielkiej własności, by w pełni wykorzystać jej potencjał na potrzeby III Rzeszy. W praktyce była to więc preferencyjna polityka wobec wielkiej własności ziemskiej.
| Powiat       | Liczba majątków | %    |
| ------------ | --------------- | ---- |
| Busko        | 166             | 13,3 |
| Jędrzejów    | 161             | 12,9 |
| Kielce       | 69              | 5,5  |
| Końskie      | 55              | 4,4  |
| Opatów       | 176             | 14,1 |
| Piotrków     | 67              | 5,3  |
| Radom        | 156             | 12,5 |
| Radomsko     | 131             | 10,5 |
| Starachowice | 53              | 4,2  |
| Tomaszów     | 212             | 17,1 |
| Ogółem       | 1246            | 100  |

### Charakterystyka własności ziemskiej powiatu Starachowice – lata 1939–1945
Społeczność ziemiańska w powiecie starachowickim należała do jednej z mniej licznych w skali dystryktu radomskiego. Na tym terenie znajdowały się 53 majątki, co stanowiło 4,2% ogólnej liczby folwarków w dystrykcie radomskim.
Sytuacja ekonomiczna folwarków była trudna. Majątki na ogół były mocno zadłużone. Liczebność zaś samego środowiska można oszacować na pomiędzy 300–400 osób. W okresie okupacji liczba ziemian w Generalnym Gubernatorstwie i w samym powiecie starachowickim była wyższa niż przed wojną, bowiem do dworów wróciło wiele osób pracujących poza majątkiem. Dodatkowymi lokatorami byli krewni i osoby wysiedlone z Ziem Zachodnich II RP czy uchodźcy spod okupacji radzieckiej (Kresy wschodnie i Galicja Wschodnia)
Do największych potentatów ziemskich należały rody Druckich-Lubeckich (3085 ha), Smoleńskich (1224 ha), Gombrowiczów (1211 ha) i Wickenhagenów (716 ha).
Tabela nr. 2. prezentuje powojenny wykaz właścicieli ziemskich z powiatu starachowickiego z roku 1945, sporządzony na potrzeby parcelacji majątków ziemiańskich przez władze komunistyczne.
| Lp.   | Folwarki              | Właściciel                                           | Powierzchnia [ha] |
| ----- | --------------------- | ---------------------------------------------------- | ----------------- |
| 1.    | Bałtów                | książę Drucki-Lubecki Zygmunt                        | 2.802 ha          |
| 1.    | Derewicze             | książę Drucki-Lubecki Zygmunt                        | 152 ha            |
| 1.    | Wólka Bałtowska       | książę Drucki-Lubecki Zygmunt                        | 131 ha            |
| 2.    | Barycz                | majątek państwowy                                    | 42 ha             |
| 3.    | Bąkowa                | Karczewski Zdzisław                                  | 193 ha            |
| 3.    | Wielgie               | Karczewski Zdzisław                                  | 209 ha            |
| 4.    | Borsuki i Borsuki „A” | Wickenhagen Jan                                      | 355 ha.Jw.        |
| 5.    | Brzezie               | Wietrzykowski Teodor                                 | 236 ha            |
| 6.    | Chwałowice            | Brak danych                                          | 137 ha            |
| 7.    | Ciepielów             | Mendelbaum                                           | 180 ha            |
| 8.    | Daniszów              | Jasieński Władysław                                  | 250 ha            |
| 9.    | Fundacja Św. Ducha    | majątek państwowy                                    | 73 ha             |
| 10.   | Jasieniec Solecki     | Kasperski Bronisław                                  | 249 ha            |
| 11.   | Jaworów Solecki       | Proszkowski Tadeusz                                  | 443 ha            |
| 11.   | Lucjanów Jaworski     | Proszkowski Tadeusz                                  | 103 ha            |
| 12.   | Jedlanka              | Brak danych                                          | 94 ha             |
| 13.   | Kroczów – Kazanów     | Kotkowska Anna                                       | 181 ha            |
| 14.   | Krzyżanowice          | Chrzanowscy (Anna)                                   | 331 ha            |
| 15.   | Łaziska               | Boska Anna                                           | 172 ha            |
| 16.   | Łomno                 | Kotkowski Ignacy                                     | 314 ha            |
| 17.   | Michałów              | Towarzystwo Starachowickich Zakładów Górniczych S.A. | 211 ha            |
| 18.   | Pakosław              | Smoleńska Janina                                     | 1224 ha (778 ha)  |
| 19.   | Pokrzywnica           | Niepokólczycki Jerzy                                 | 129 ha            |
| 20.   | Potoczek              | Gombrowicz Franciszek                                | 1.211 ha          |
| 21.   | Prędocin              | Herniczek Stanisław                                  | 669 ha            |
| 22.   | Raj                   | Cichowska Maria                                      | 236 ha            |
| 23.   | Ranachów              | Boski Zygmunt                                        | 128 ha            |
| 24.   | Rataje                | majątek państwowy                                    | 56 ha             |
| 25.   | Schemberg             | Brak danych                                          | 39 ha             |
| 26.   | Starosiedlice         | Miklaszewski Stanisław                               | 293 ha            |
| 27.   | Tarczek               | majątek państwowy                                    | 72 ha             |
| 28.   | Wola Siennicka        | Jasiński Michał                                      | 171 ha            |
| 29.   | Zafoniów (?)          | Mrozowski Józef                                      | 41 ha             |
| 29.   | Modrzewie             | Mrozowski Józef                                      | 30 ha             |
| 30.   | Bąkowa Solecka        | Domańska Janina                                      | 150 ha            |
| 31.   | Kroczów Większy       | Rutkowski Adam                                       | 225 ha            |
| 32.   | Potoczek Bodzechowski | Brak danych                                          | 883 ha            |
| 33.   | Jaworów               | Przyłęcka Stanisława                                 | 144 ha            |
| 34.   | Pożary                | Konarski Marian                                      | 71 ha             |
| 35.   | Piętkowice Leśne      | Jankowski Edward                                     | 425 ha            |
| 36.   | Brak danych           | Towarzystwo Starachowickich Zakładów Górniczych S.A. | 22 ha             |
| 37.   | Kotłowacz             | Brak danych                                          | 167 ha            |
| 38.   | Gniazdków             | Brak danych                                          | 168 ha            |
| Razem |                       |                                                      | 12787 ha          |

### System nadzoru
Niemcy skonstruowali hierarchiczny aparat rolny z szerokimi uprawnieniami w sferze kontroli, jak i sankcji w tym także karnych. Realizacja została wykonana na bazie polskiego samorządu terytorialnego i gospodarczego.
Centralnym organem administracji rolniczej był Wydział Główny Wyżywienia i Rolnictwa w Krakowie (Hauptabteilung Ernährung und Landwirtschaft). W terenie zarządzał on rolnictwem poprzez oddziały dystryktowe (na czele Szef Dystryktowego Urzędu ds. Wyżywienia i Rolnictwa) i powiatowe (Kreislandwirt).
Rolnikowi powiatowemu (Kreislandwirt) podlegała całość spraw związanych z rolnictwem, zarówno drobnej własności, jak i wielkiej. W praktyce to właśnie Kreislandwirt odgrywał najistotniejszą rolę w łańcuchu zarządzania rolnictwem. Do 1940 r. w powiecie starachowickim funkcję Kreislandwirta pełnił Szczepański, a od 1941 r. Preys Ziemiaństwo zostało poddane drobiazgowej kontroli. Właściciele majątków musieli przesyłać do Kreislandwirta raporty każdego 1-go i 15-go dnia miesiąca, w których podawano dane odnośnie do obrotów gotówkowych w gospodarstwie (przychody i rozchody), obrót inwentarzem i innymi materiałami (np. książki mleczności krów) oraz informowali o wysokości zapasów w majątkach.
Obywatele ziemscy rokrocznie zmuszeni też byli dokonywać bilansu rocznego z całokształtu działalności gospodarczej w swoich dobrach. Natomiast wiosną i jesienią żądano do nich planów zagospodarowania użytków rolnych, które musiały uzyskać akceptację Kreislandwirta. Wgląd w ekonomię majątków miało też Centralne Biuro Księgowości Rolniczej w Krakowie. Instytucji tej podlegało ponad 8 tysięcy majątków w Generalnym Gubernatorstwie.
W majątkach powyżej 100 ha nakazano prowadzenie bieżącej księgowości, w której miano dokumentować stan gospodarczy i finansowy gospodarstwa, tj. przychody i rozchody inwentarza żywego, produktów rolnych, mleka oraz dokupionych pasz treściwych, nawozów sztucznych. Z kolei w raportach dziennych należało podać wszystkie prace wykonywane w danym dniu z wyszczególnieniem liczby pracowników i koni zajętych przy robocie. Dane te były skrupulatnie weryfikowane przez urzędników z Hauptstelle. Taka kontrola miała miejsce między innymi w dobrach bałtowskich Druckich-Lubeckich.

### Polityka preferencji
Polityka preferencji wobec wielkiej własności obliczona na doinwestowanie, a docelowo na eksploatację i przygotowanie gruntu pod kolonizację, zauważalna jest już od pierwszych dni wojny i okupacji.
Znamienny był stosunek wkraczających wojsk do Polski, w tym i na teren powiatu starachowickiego wobec folwarków ziemiańskich.
Wehrmacht trzymając się wydanych wytycznych unikał większych rekwizycji w majątkach, dążył do minimalizowania zniszczeń oraz dezorganizacji pracy w ich obrębie.
Straty spowodowane działaniami zbrojnymi były stosunkowo niewielkie, i nawet w pasie silnych walk (m.in. na terenie powiatu starachowickiego), gdzie odnotowano nieco większe zniszczenia, były one niewielkie. Uszczerbek w mieniu ziemiańskim i to głównie ruchomym, był następstwem przeważnie przetoczenia się fali uchodźców.
Część ziemiaństwa, zwłaszcza z terenów południowych i zachodnich woj. kieleckiego uciekała przed frontem. Niekiedy ewakuacja ta obejmowała drogocenny inwentarz (stada zarodowe: konie, bydło, owce). Pozostawienie majątku bez opieki narażało go na straty oraz na zahamowanie prac. Gremialną ucieczkę podjęło też ziemiaństwo powiatu starachowickiego. W skali województwa panice oparło się jedynie ziemiaństwo powiatu radomskiego.
Straty szacowano wówczas na poziomie 2–3% wartości mienia, podczas gdy na zachodzie Polski straty te sięgały 10%, a na wschodzie 95%, wobec 6% (43,2 mln) u drobnej własności na całym terytorium II Rzeczypospolitej. W gospodarstwach chłopskich ten odsetek sięgnął 6% w skali całej II RP.
Zaraz po zakończeniu działań zbrojnych majątki, które doświadczyły konfiskat ze strony wojsk niemieckich, po okazaniu kwitów rekwizycyjnych otrzymały od władz odszkodowania.
Te pierwsze tygodnie i miesiące okupacji były również szczególnie istotne pod względem gospodarczym dla ziemiaństwa. Niemcy instalując okupację i organizując aparat rolny, zostawili polskiemu ziemianinowi i chłopu stosunkowo dużą swobodę dysponowania swoimi zasobami. Zbywano więc wszelkie ilości płodów rolnych i to po stale rosnących cenach „(Dopiero w początkach 1940 r. Niemcy na podstawie przepisów z listopada 1939 r. wydali zarządzenia wykonawcze regulujące całokształt stosunków handlowych w rolnictwie, wcielanie ich w życie przeciągnęło się w praktyce, aż do drugiej połowy 1940 r.)”, np. ceny zbóż wzrosły nawet dwukrotnie. „Ceny na czarnym rynku kształtowały się dosyć korzystnie. Za 1 q pszenicy producent mógł uzyskać nawet do 100 zł – co wobec ceny maksymalnej (oficjalnej) 30 zł – dawało kilkukrotną przebitkę. Mimo ryzyka i zagrożenia konfiskatą majątku w razie wpadki, handel ten był niezwykle popularny wśród ziemian”.
Kontyngenty pojawiły się dopiero w drugiej połowie 1940 roku choć incydentalnie dostawy obowiązkowe obserwowane są już jesienią 1939 roku.
Gospodarka rolna, borykająca się w okresie międzywojennym z niemożnością sprzedaży oraz brakiem kapitału szybko odrabiała starty. W ciągu kilku miesięcy uzupełniono braki będące skutkiem wojny, np. siłę pociągową (konie zarekwirowane na potrzeby wojska polskiego) oraz poczyniono konieczne inwestycje w substancji majątkowej, tj. naprawy uszkodzonych budynków i remonty od lat zaniedbanej infrastruktury. Zapoczątkowana została też akumulacja kapitału przez właścicieli folwarków.
Była to świadoma polityka administracji niemieckiej obliczona na wzmocnienie ekonomiczne wielkiej własności, ale bez nakładów własnych. Właściciele ziemscy korzystając z koniunktury, mając na uwadze własny interes ekonomiczny, wykorzystali ten czas na doinwestowanie majątków.

### Realizacja
Administracja niemiecka rękami ziemian przygotowała bazę wyjściową do polityki zwielokrotnienia potencjału produkcyjnego polskiego rolnictwa. Politykę intensyfikacji produkcji rolnej okupant zamierzał osiągnąć dzięki wzrostowi i wydajności wielkopowierzchniowych majątków ziemskich. Głównym założeniem zaś było zachowanie wielkiej własności ziemskiej, czyli w praktyce zakaz parcelacji.
W niektórych regionach Generalnego Gubernatorstwa dochodziło nawet do deparcelacji. W dystrykcie warszawskim w Węgrowie do jednego z majątków w promieniu 1 km od folwarku włączano gospodarstwa karłowate oraz właścicieli do personelu roboczego gospodarstwa.
Wobec niechęci ziemian proces ten zachodził głównie w Liegenschaftach. W świetle dostępnych źródeł na terenie powiatu starachowickiego tego zjawiska nie odnotowano. O ile nie zamierzano likwidować własności ziemiańskiej (przejęcie miało nastąpić po wojnie), o tyle dążono do tego by ziemian sprowadzić jedynie do roli kadry rolniczej, tj. kierowników lub zarządców warsztatów, czyli tzw. Betriebsleiterów. Dla Niemców racją istnienia ziemiaństwa było wyprodukowanie i dostarczenie jak największej ilości ziemiopłodów na rzecz III Rzeszy.
W związku z tym objęcie ziemiaństwa ścisłą kontrolą, zdaniem Niemców było warunkiem prowadzenia racjonalnej polityki rolnej. Istotnym elementem polityki niemieckiej było dostosowanie struktury rolnej i własnościowej do swoich celów. Wychodzono z założenia, że własność ziemiańska, miała nie tylko produkować na potrzeby państwa, ale również stać się bazą działania dla rozmaitych organizacji. Stąd też polityka własnościowa, choć w założeniu oparta na określonych zasadach (miano przejmować majątki pożydowskie, opuszczone i źle gospodarowane), w praktyce traktowana był instrumentalnie.
Poprzez dowolną interpretację zasad wytwarzano w środowisku ziemiańskim niepewność jutra, która sprzyjała postawom lojalizmu.
W powiecie starachowickim, podobnie jak w całym regionie (dystrykt radomski), część majątków została przejęta po zarząd niemiecki. W dystrykcie radomskim odsetek ten wahał się w granicach 25% (realnie blisko 250 majątków), podczas gdy powiecie starachowickim można szacować, że takich majątków było co najmniej 30–40%.
O ile w regionie własność ziemiańską przejmowało szereg instytucji niemieckich, tj. Główny Wydział Lasów, Wehrmacht, Waffen –SS, Policja, dystryktowe i powiatowe organy aparatu rolnego, instytucje administracji ogólnej i zakłady przemysłowe, nakładano zarządy komisaryczne lub dokonywano konfiskaty na rzecz skarbu niemieckiego – Liegenschaftshauptverwaltung – Zarząd Nieruchomości Ziemskich, o tyle w powiecie starachowickim obserwowane były przede wszystkim zajęcia dóbr na rzecz skarbu niemieckiego.Brak jest szczegółowych wykazów, stąd dane szacunkowe. Na podstawie przekazów pośrednich 31, można oszacować, że Ligenschafty objęły co najmniej 1/3 majątków. Z całą pewnością wiadomo, że na terenie powiatu starachowickiego funkcjonował więcej niż 1 z 33 Oberleitungów znajdujących się na terenie dystryktu radomskiego.
Największymi majątkami zabranym na Liegenschaft był Pakosław oraz Kroczów. Niemcy też od początku okupacji dążyli do przystosowania struktury dóbr ziemiańskich do swoich celów. Zasadą było, aby w każdym majątku co najmniej 1/3 użytków rolnych stanowiły grunty orne. Dla wielu majątków w powiecie starachowickim było to trudne do uzyskania i zmuszało właścicieli do wprowadzania zmian w dotychczasowej praktyce gospodarowania.

### Sterowanie gospodarką upraw
Zalecano również powiększanie areału pod uprawę roślin okopowych motylkowych, oleistych, a od 1944 roku nawet kok-sagizu – rośliny, której miano uzyskiwać gumę<. Z polityką preferencji nieodłącznie związane były tzw. przywileje eksploatacyjne dla ziemian. Z jednej strony mieli oni łatwiejszy dostęp do tanich kredytów, np. na zakup nawozów czy maszyn rolniczych, pierwszeństwo w dostawach parku maszynowego, nawozów sztucznych i opału. Majątki zostały zwolnione z szarwarku i dostarczania podwód. Z dóbr ziemiańskich prowadzono też w umiarkowany pobór siły roboczej na roboty do Niemiec, a w razie niedoborów siły roboczej, administracja niemiecka na zasadzie przymusu kierowała ludność małorolną do pracy w majątkach, szczególnie widoczne to było w Liegenschaftach. Polityka intensyfikacji, a w praktyce preferencji dla wielkiej własności, obejmowała też szereg pociągnięć administracji niemieckiej, które miały na celu obniżenie kosztów produkcji. Jedną z najważniejszych była kwestia podatków. Wobec folwarków zastosowano degresję w wymiarze podatku gruntowego i innych świadczeniach na rzecz okupanta.

### Polityka podatkowa i koszty
Wprawdzie w 1939 roku wprowadzono podwyżkę podatku gruntowego (nie objęła ona majątków pow. 100 ha), to jednak bardziej dotkliwa była ona wobec drobnej własności. Odnotowano wzrost nawet o 300%, podczas gdy w dobrach ziemiańskich do 100 ha, było to zaledwie 50%. W kolejnych latach, gdy począwszy od 1941 roku dokonywano rokrocznie drastycznych podwyżek podatków, tendencja degresji dla folwarków została utrzymana. Przykładowo podatek specjalny na wojsko pobierany przy podatku gruntowym dla gospodarstw chłopskich wynosił 200% podatku gruntowego, to dla folwarków do 100 ha – 100%, a powyżej zaledwie kilka procent. Majątki pozostające w ręku Niemców ten podatek nie objął
W kwestii kosztów istotnym elementem ich cięcia w majątkach było unormowanie, a w zasadzie obniżenie kosztów pracy. Było to możliwe, przynajmniej teoretycznie na skutek zamrożenia płac i cen. Ustalono precyzyjnie obowiązujące stawki dla robotników dniówkowych i tych pracujących na kontraktach rocznych, sezonowych oraz wobec ordynariuszy. Oparto je na taryfie polskiej z 1938 roku. Z małymi korektami w 1943 r. obowiązywały one do końca okupacji.
W praktyce na skutek stosowania się większości ziemian do zarządzeń niemieckich pensje pracowników rolnych były zgodne z wytycznymi okupanta. Pensje ordynariuszy, wahały się od 60 zł (rzemieślnicy) do 35 zł (fornale) na kwartał. Deputaty zbożowe i inne rodzaje ordynarii były sukcesywnie obniżane, np. od 1940 r. deputat wynosił już tylko 1 q zboża, wobec 3 q w 1939 roku. Dochody innych kategorii robotników zamykały się w granicach 3–5 zł (praca przy orce), a przy innych czynnościach od 1–3 zł. Płace robotników były nieproporcjonalne do osiąganych dochodów przez majątki i nie pokrywały rosnących kosztów utrzymania 42.
Wpływ na tak niskie uposażenia miał nie tylko czynnik ekonomiczny, ale głównie aspekt społeczny, tj. niechęć ziemian, z racji niskiej świadomości społecznej robotników, do podwyżek płac

### Organizacja otoczenia około rolniczego
Okupant by skutecznie realizować cele postawione przed polskim rolnictwem, w pierwszej kolejności przed wielką własnością ziemską, organizował też tzw. otoczenie rolnicze.
Przeorganizowano Izbę Rolniczą według wzorców niemieckich. Izba koordynowała rozwój i nadzorowała działalność dóbr uznanych za majątki „Rechtsgut” i „Musterbetrieb”. Z tym statusem wiązał się szereg przywilejów, m.in. obniżka kontyngentów, dodatkowe subwencje itp. Na terenie Generalnego Gubernatorstwa takich majątków było 15 i kilkadziesiąt gospodarstw wielkochłopskich. Często w tych dobrach odbywały się szkolenia i wystawy rolnicze.Izba ponadto zajmowała się dystrybucją wyselekcjonowanego zboża, ras zwierząt do majątków i gospodarstw chłopskich. Izba patronowała również zakładaniu w majątkach ośrodków elity siewnej i gniazd zarodowych, zwłaszcza rogacizny. Dobra te miały poprzez swoją działalność przyczyniać się uszlachetniania produkcji rolnej w gospodarstwach chłopskich. Izba koordynowała też zbyt płodów rolnych oraz dostawy środków produkcji do majątków. Bezpośrednim jednak odbiorcą płodów rolnych i dostawcą środków produkcji do folwarków były Powiatowe Spółdzielnie Handlowo-Rolnicze (tzw. Kreisgenossenschafts), które w zasadzie w powiatach były monopolistami. Choć w praktyce PSH-R miały też na celu ujęcie zbiorów, to propaganda niemiecka wskazywała, że ich głównym zadaniem jest podniesienie dochodowości gospodarstw oraz dobrobytu członków. Członkami PSH-R przymusowo uczyniono poprzez wykupienie udziałów (1 udział 100 zł) ziemian. Liczba wykupionych przez majątki udziałów w zależności od wielkości majątku wahała się od 5–200 udziałów. Tak uzyskany kapitał służył wymianie handlowej między dobrami a Spółdzielnią.
Jedną z prężniej działających Spółdzielni należała ta zorganizowana w Starachowicach (17 lipca 1940 r.). W Radzie Nadzorczej zasiadali: jako przewodniczący książę z Franciszek Ksawery Xaver Drucki-Lubecki Bałtowa, zastępcą jego był Henryk Cichowski, członkiem Henryk Chrzanowski z Krzyżanowic.
W maju 1941 r. grono to zostało uzupełnione o osoby Janusza Gombrowicza i Władysława Jasieńskiego. Powyższe posunięcia, zbiegły się w czasie z planowaną przez Niemców modernizacją dóbr ziemiańskich. Stąd w kilku pierwszych latach okupacji administracja niemiecka podjęła na gigantyczną skalę akcję modernizacyjną, tj. mechanizację, chemizację i uszlachetnianie zwierząt hodowanych i roślin uprawnych w majątkach. Akcja ta objęła również powiat starachowicki. Mechanizacja produkcji, nawożenie czy nowe odmiany w uprawie czy hodowli, miały przyczynić się do radykalnego wzrostu wydajności z ha. Do 1943 roku na teren Generalnego Gubernatorstwa przywieziono z Niemiec prawie 1500 traktorów, w tym dystrykt radomski otrzymał 93 traktory.
Trafiły one zarówno do majątków pozostających w ręku polskim, jak i pod zarządem niemieckim. Jeden z takich traktorów (Lanz – Buldog) zakupił Władysław Miklaszewski ze Starosiedlic (gm. Krzyżanowice). Niemcy też na korzystnych warunkach (m.in. tani kredyt) do 1943 roku dostarczyli do Generalnego Gubernatorstwa 1000 młockarni i blisko 140 tysięcy różnych maszyn i narzędzi rolniczych (siewniki, pługi, żniwiarki). Głównymi nabywcami byli przeważnie ziemianie. Ze względu na brak szczegółowych wykazów, trudno wskazać jaki odsetek trafił do badanego środowiska ziemiańskiego.
Mimo tak gigantycznego wysiłku reglamentowanie asortymentu prowadziło do niedoborów. Już wiosną 1941 r. odczuwalne były braki części zamiennych do maszyn i narzędzi, żelaza, smarów, nafty, węgla i odzieży. Niedobory uzupełniane były na czarnym rynku, głównie u kupców wyznania mojżeszowego.
Administracja niemiecka, by podnieść plony, już w 1940 roku podjęła akcję radykalnego zwiększenia zużycia nawozów, głównie w dobrach ziemskich. Wobec niewystarczającej podaży krajowej, importowano większe ilości nawozów z Niemiec. Nawóz zbywano po niskich cenach, niekiedy nawet niższych od przedwojennych. Ziemianie mogli też skorzystać z preferencyjnych kredytów. Według niemieckich źródeł już wiosną 1940 roku zużycie nawozów potasowych wzrosło o 250%, azotanów 140%, superfosfatów o ponad 100%. Natomiast wywiad polski donosił, że zużycie to spadło nawet o 20% w stosunku do 1938 roku.
Zwiększenie wydajności z ha miały też zagwarantować szlachetne rasy zwierząt hodowlanych oraz nowe wysokoplenne odmiany zbóż i okopowych. Postawiono szczególnie na uszlachetnianie ras bydła opasowego i mlecznego oraz trzody chlewnej, nie tylko w majątkach ziemiańskich, ale pośrednio przez (ośrodki zarodowe w dobrach ziemskich) u drobnej własności. Działania te obliczone były na radykalny wzrost produkcji mleka i mięsa.
W latach 1939–1941 na teren Generalnego Gubernatorstwa dostarczono 4200 sztuk bydła zarodowego, 17 300 sztuk owiec oraz prawie 12 tysięcy sztuk trzody chlewnej (głównie z Danii). Ze względu jednak na pobór kontyngentu, choroby i pomór zwłaszcza świń, nie przyczyniło się to do radykalnej poprawy pogłowia rogacizny i nierogacizny. Ziemianie, w tym i właściciele folwarków gospodarujący w powiecie starachowickim, zostali zmuszeni do zwiększenia pogłowia trzody chlewnej, bądź do zaprowadzenia takowej w warsztatach rolnych.
Majątki stały się gniazdami zarodowymi trzody, prosięta miały trafić do gospodarstw chłopskich. Wobec stosunkowo niewielkich ilości dostarczonego materiału siewnego i sadzeniaków z Niemiec oraz niskiej odporności na choroby w polskim ostrym klimacie, nakazano w folwarkach prowadzić ośrodki nasiennictwa i uprawiać polskie odmiany.
Zakładano także, że w ciągu kilku lat na bazie tych ośrodków zostanie wymieniony materiał siewny używany w polskim rolnictwie. Opisane powyżej kierunki polityki rolnej okupanta tworzyły otoczenie i bazę do eksploatacji wielkiej własności i całego rolnictwa Generalnego Gubernatorstwa.

### Kontyngent
Najważniejszą formą wyzyskiwania polskiego rolnictwa na rzecz III Rzeszy były kontyngenty. Do 1941 r. wobec stosunkowo niskich kosztów wojny oraz intensywnej modernizacji rolnictwa w Generalnym Gubernatorstwie, kontyngenty były stosunkowo niewysokie i obejmowały ograniczoną listę płodów rolnych, np. kontyngent zbożowy wynosił ok. 6 q, przy wydajności od 8–16 q z ha, ziemniaczany 30 q, wobec 100–150 q z ha. Od 1941 roku, nie tylko objęto kontyngentem większą liczbę ziemiopłodów, zwiększono jego wymiar, to jeszcze wprowadzono kontrolę transportów niemal wszystkich ziemiopłodów oraz zwierząt, ogłaszając na czas zbiorów stan wyjątkowy.
Od 1942 roku kontyngenty rozciągnięto niemal na wszystkie produkty rolne (np. na słomę i siano). Kontyngent zbożowy wynosił w różnych okolicach od 6–11 q z ha zbóż chlebowych (pszenica, jęczmień, żyto) oraz 4–8 q z ha obsianego zbożami paszowymi (owies i rośliny strączkowe).
Kontyngent ziemniaków wahał się w granicach 25–30 q z ha.
Na kontyngent mięsny rolnicy byli zobligowani oddać 1/2 pogłowia hodowanego w gospodarstwie.
Kontyngent mleczny od krowy podwyższono z 300 na 700 l rocznie, a w styczniu 1944 r. do 1000 l.
Jednocześnie, wobec rosnących potrzeb Niemiec, wzmożona została kontrola majątków. Szczególnie częste najścia służbowe odnotowano w powiatach położonych w bezpośrednim sąsiedztwie Radomia stolicy dystryktu, a więc w powiecie radomskim i starachowickim.
Skrupulatny nadzór oraz sankcje w zasadzie uniemożliwiały obejście kontyngentu. Można jedynie było na różne sposoby opóźniać dostawę (np. łapówka, ukrywanie zbiorów, handel na czarnym rynku, opóźnianie dostaw na skutek działalności podziemia itp.), by ostatecznie go wykonać.
Wobec opornych stosowano terror, często przybierał on formę sankcji karnych – kara chłosty i grzywny, uwięzienie do czasu dostarczenia kontyngentu, konfiskata części mienia lub majątku, palenie zabudowań, wysyłka do obozów koncentracyjnych czy pracy, w wielu przypadkach rozstrzelanie na miejscu. Dotyczyło to wszystkich rolników bez względu na wielkość gospodarstwa. W celu eksploatacji polskiego rolnictwa wykorzystywano też autorytet elit społecznych wsi, m.in. duchownych, urzędników i oczywiście ziemian, zmuszając ich do uczestnictwa w aparacie pomocniczym administracji rolnej. Ziemianie zasiadali w Wiejskich i Gminnych Komisjach Produkcji Rolnej, Wiejskich i Gminnych Komisjach Kontyngentowych, Komisjach Kwalifikacyjnych, Komasacyjnych i Gminnych Sekcjach Warzywniczych.
Na zasadzie dobrowolności zaś pełnili funkcje honorowych korespondentów (Statistische Amt) w Krakowie. Jako członkowie Komisji Kontyngentowej odpowiadali osobiście przed władzami niemieckimi za wykonanie kontyngentów przez rolników. Za opóźnianie dostaw, czy sabotaż, prewencyjnie byli zatrzymywani jako zakładnicy, aż do momentu wykonania kontyngentu.
Ogółem w Generalnym Gubernatorstwie działało blisko 1800 korespondentów honorowych, w tym w dystrykcie radomskim – 461, a w powiecie starachowickim ponad 20, w blisko 12% gmin w ogóle nie miało takiej osoby.
Na obszarze powiatu w gronie korespondentów zasiadał Michał Jasieński właściciel Woli Siennickiej. Ogółem w skali dystryktu radomskiego było 8 ziemian, a na pozostałych terenach Generalnego Gubernatorstwa – 3.
Z kolei Henryk Chrzanowski z Krzyżanowic od 1942 r. pełnił funkcję przewodniczącego Powiatowej Komisji Komasacyjnej z siedzibą w Starachowicach.
Niemcy w ciągu 4 lat planowali objęcie melioracją ok. 700 000 ha ziemi, kompleksowa melioracja miała zostać przeprowadzona po wojnie. W dystrykcie radomskim w pierwszym rzędzie prowadzono meliorację w dobrach pozostających pod zarządem niemieckim oraz w majątkach prywatnych szczególnie zaniedbanych w tej kwestii. Ogółem na drenaż, budowę grobli i kanałów melioracyjnych, regulację rzek wydano w ciągu 1940 r. przeszło 13 mln zł, a do jesieni 1941 r. nakłady na meliorację miały się zamknąć kwotą 27,05 mln zł. Źródła polskie nie potwierdzają wielkiego optymizmu niemieckiego, co do rozmiarów prowadzonej w rzeczywistości melioracji.
Na terenie powiatu starachowickiego ziemianie innych funkcji w aparacie rolnym nie pełnili, inaczej było np. w powiecie buskim, gdzie funkcję doradcy wójta w Chrobrzu piastował sam ordynat margrabia Zygmunt Wielopolski właściciel Ordynacji Myszkowskiej w Chrobrzu, natomiast w Oględowie książę Krzysztof Radziwiłł z dóbr sichowskich.

### Załamanie systemu preferencji, lata 1943–1944
Klęski na froncie spowodowały, że system preferencji zaczął się łamać. Choć aż do wiosny 1944 roku Niemcy starali się realizować założony plan, to już na mniejszą skalę. Po 1942 r., a zwłaszcza od sezonu 1943/1944 r., kiedy na skutek rosnących kosztów wojny, obawiając się nadmiernej dewastacji majątków oraz dążąc do zmotywowania do oddawania kontyngentów, okupant skonstruował tzw. system premiowania dostaw obowiązkowych, oparty na zachętach ekonomicznych. Już po oddaniu 20% kontyngentu zbożowego rolnikowi przysługiwały tzw. „Bezugscheiny”, czyli talony na zakup deficytowego w okresie okupacji asortymentu, tj. oleju, papierosów, nafty, wyrobów tekstylnych i skórzanych oraz artykułów żelaznych.
Po wykonaniu kontyngentu buraka cukrowego, przysługiwała premia w postaci kilkunastu kilogramów cukru za tonę, którego zbycie na czarnym rynku poważnie zasilało budżet majątku (cena nawet do 20 zł za kg).
Z kolei przy odstawie 4 tuczników wydawano zezwolenie na legalny ubój jednej sztuki we własnym zakresie. Ze względu na możliwość zakupu deficytowych artykułów oraz zysków wynikających ze sprzedaży towarów premiowych, system ten przez pewien okres cieszył się popularnością wśród rolników.
Konsekwencją tak prowadzonej polityki była eksploatacja wielkiej własności ziemskiej na potrzeby niemieckie (kontyngenty, podatki, wywłaszczenia itp.). Podjęto też próbę modernizacji całego rolnictwa w Generalnym Gubernatorstwie (gospodarstwa wzorowe, majątki ośrodki zarodowe i ośrodki elity siewnej itd.).
Polityka preferencji (m.in. zakaz parcelacji) oraz jej wykorzystanie przez ziemian przyczyniło się do wzmocnienia ekonomicznego majątków ziemskich, tj. akumulacja kapitału, modernizacja infrastruktury w majątkach, wymiana parku maszynowego nowe inwestycje (elektryczność, silosy itp.). Wszystkie te zjawiska obserwowane były w Generalnym Gubernatorstwie, dotyczy to także powiatu starachowickiego.

## Aparat represyjny
| Miejscowość              | Stan osobowy | Formacja policyjna                   | Uzbrojenie i wyposażenie                                                                       |
| ------------------------ | ------------ | ------------------------------------ | ---------------------------------------------------------------------------------------------- |
| III i IV kwartał 1943 r. |              |                                      |                                                                                                |
| Mirzec                   | 40           | III/SS Pol.                          | 17 1 ckm, 2 rkm, pistolety maszynowe (dwa pm), karabinki i granaty; rowery, samochód ciężarowy |
| Sienno                   | 51           | III/SS Pol. 17                       | 3 ckm, 2 rkm i kilka pm                                                                        |
| Ciepielów                | 47           | III/SS Pol.17,7 kompania II, SS Pol. | 3 ckm, 2 rkm i kilka pm                                                                        |
| Tarłów                   | 24           | 10. kompania III/SS Pol. 17          | 1 ckm, 2 pm                                                                                    |
| I i II kwartał 1944 r.   |              |                                      |                                                                                                |
| Mirzec                   | 31           | III/SS Pol.17                        | 1 ckm, 2 rkm, kilka pm,karabinki i granaty                                                     |
| Sienno                   | 31           | III/SS Pol.17                        | 1 ckm i 3 pm                                                                                   |
| Ciepielów                | 25           | III/SS Pol.17                        | 1 ckm i 2 pm                                                                                   |
| Tarłów                   | 24           | 10 kompania III/SS Pol.17            | 1 km, 2 pm, samochody                                                                          |

Działanie Stützpunktu w Mircu wsi w powiecie starachowickim opisano w osobnym artykule.